# Флаг Морских ворот
Флаг внутригородского муниципального образования муниципальный округ Морские ворота в Кировском районе города Санкт-Петербурга Российской Федерации — опознавательно-правовой знак, служащий официальным символом муниципального образования и знаком единства его населения.
Утверждён 17 января 2009 года и внесён в Государственный геральдический регистр Российской Федерации с присвоением регистрационного номера 5665.

## Описание
Представляет собой прямоугольное полотнище с отношением ширины флага к длине — 2:3, воспроизводящее композицию герба в белом, жёлтом, синем и красном цветах.
Геральдическое описание герба гласит: «В серебряном поле с лазоревой (синей, голубой) чешуйчатой главой, обременённой тремя золотыми пылающими пушечными ядрами, одно подле другого — лазоревый морской якорь рымом вверх, положенный в левую перевязь и червлёный (красный) кадуцей накрест».

## Символика
Составлен на основании герба муниципального образования муниципальный округ Морские ворота, в соответствии с традициями и правилами вексиллологии и отражает исторические, культурные, социально-экономические, национальные и иные местные традиции.
Пылающие пушечные ядра — напоминание о названии Канонерского острова.
Чешуйчатая синяя полоса символизирует Морской канал.
Кадуцей (жезл античного бога торговли Меркурия) в сочетании с якорем — напоминание о нахождении на территории муниципального округа Морские ворота Морского торгового порта и Канонерского судоремонтного завода. Кадуцей напоминает о названии Гутуевского острова.
Жёлтый цвет (золото) символизирует благодать, величие, богатство, силу, солнечный свет.
Белый цвет (серебро) символизирует чистоту помыслов, духовность, искренность, правдивость, невинность, благородство, откровенность, непорочность, надежду.
Красный цвет символизирует любовь, мужество, смелость, великодушие, храбрость, неустрашимость. В старорусской традиции красный — красивый. Символ труда, жизнеутверждающей силы, красоты, солнца, тепла.
Синий цвет (лазурь) — символ красоты, любви, мира, возвышенных устремлений. Символизирует безбрежные просторы Финского залива.